# Georges Mandjeck
Georges Constant Mandjeck, né le 9 décembre 1988 à Douala, est un footballeur international camerounais qui évolue au poste de milieu de terrain au Kocaelispor.

## Biographie
Georges Mandjeck fait ses débuts de footballeur aux Kadji Sport Academies de Douala, sa ville natale. En janvier 2007, il dispute la Coupe d'Afrique des nations junior au Congo. Il y est repéré par le club allemand du VfB Stuttgart, où il réalise un essai avant de signer un contrat professionnel de trois ans.
Arrivé en Europe en juin 2007 à l'âge de 18 ans, Mandjeck voit son intégration facilitée par la présence de l'Ivoirien Arthur Boka qui le prend sous son aile, et fait ses débuts en équipe première le 25 juillet 2007 à l'occasion d'un match de Coupe de la Ligue disputé face au Bayern Munich, remplaçant Antônio da Silva en toute fin de match. Pour autant, Mandjeck reste le plus souvent à la porte de l'équipe première, et ne dispute aucun match de Bundesliga lors de ses six premiers mois en Allemagne.
Alors qu'il n'a pas autorisation à jouer avec la réserve du VfB, il est prêté le 30 janvier 2008 au FC Kaiserslautern, en deuxième division allemande. Ce prêt lui permet d'acquérir du temps de jeu, Mandjeck disputant dix matchs de championnat sur cette seconde partie de saison, le plus souvent comme titulaire. Cela lui permet de disputer en août 2008 les Jeux olympiques de Pékin. Lors de ce tournoi, Mandjeck débute la première rencontre sur le banc, mais marque, après son entrée en jeu, le but qui permet au Cameroun d'arracher le match nul face à la Corée du Sud (1-1). De nouveau remplaçant lors du second match, il est cependant titularisé lors du dernier match de poule face à l'Italie. La compétition s'arrête pour Mandjeck alors qu'il est expulsé à la demi-heure de jeu.
De retour à Stuttgart après son prêt, Mandjeck ne parvient pas à s'imposer. Il ne dispute que six bouts de matchs, aucun comme titulaire lors de cette saison, qui lui permet cependant de faire ses débuts en Bundesliga, mais aussi en Coupe UEFA, où il effectue deux remplacements. Par voie de conséquence, le VfB décide de le prêter une nouvelle fois à Kaiserslautern, cette fois pour l'entière saison 2009-2010. Comme lors de son premier passage, le Camerounais s'y installe comme titulaire, devenant l'un des joueurs les plus utilisés de l'effectif avec 34 matchs disputés, dont 31 de championnat, pour 32 titularisations. Avec le club de Rhénanie-Palatinat, Mandjeck est sacré champion d'Allemagne de deuxième division. Ses performances lui ouvrent les portes de la sélection nationale camerounaise, Paul Le Guen lui offrant sa première cape internationale le 14 octobre 2009 contre l'Angola. Pleinement intégré à la sélection, il dispute par la suite la Coupe d'Afrique des nations en janvier 2010, où il est titularisé à deux reprises, face à la Tunisie puis contre l'Égypte. Enfin, sa saison se clôt sur une participation à la Coupe du monde 2010, mais il n'y dispute aucun match, diminué par une crise de paludisme.
Le 29 juin 2010, il s'engage pour quatre saisons avec le Stade rennais FC, pour une indemnité de transfert évaluée à 1,2 million d'euros. Il y joue son premier match contre Lille le 7 août 2010, en remplacement de Sylvain Marveaux.Il marque son premier but le 15 décembre 2011 contre l'Atletico Madrid en Ligue Europa. Suite avec des problèmes avec son entraîneur il demande à être transféré pour le mercato d'hiver 2012, ce qu'il obtient en signant pour l'AJ Auxerre le 31 janvier 2012.
En juin 2013, il signe un contrat en Turquie dans le club de Kayseri Erciyesspor pour 3 saisons, son transfert est évalué à 1 million d'euros.
Le 31 août 2015, il s'engage pour deux saisons avec le FC Metz. Il y dispute son premier match le 22 septembre, débutant titulaire face au Havre (1-1). Titulaire indiscutable, Mandjeck peut fêter la promotion en Ligue 1 à la fin de la saison.
Le 20 juillet 2017, il quitte le FC Metz et s'engage avec le Sparta Prague.
Il revient au FC Metz dès le mercato hivernal suivant, prêté jusqu'à la fin de la saison.
À l'issue de la saison, il est prêté par le Sparta Prague au club israélien du Maccabi Haïfa.

## Statistiques
| Saison                | Club                     | Championnat           | Championnat | Championnat | Coupe nationale | Coupe nationale | Coupe de la Ligue | Coupe de la Ligue | Compétition(s) continentale(s) | Compétition(s) continentale(s) | Compétition(s) continentale(s) | Sélection | Sélection | Sélection | Total | Total |
| Saison                | Club                     | Division              | M.          | B.          | M.              | B.              | M.                | B.                | Comp.                          | M.                             | B.                             | Équipe    | M.        | B.        | M.    | B.    |
| 2007-2008             | VfB Stuttgart            | 1                     | -           | -           | -               | -               | 1                 | 0                 | -                              | -                              | -                              | -         | -         | -         | 1     | 0     |
| 2007-2008             | FC Kaiserslautern (prêt) | 2                     | 10          | 0           | -               | -               | -                 | -                 | -                              | -                              | -                              | -         | -         | -         | 10    | 0     |
| 2008-2009             | VfB Stuttgart            | 1                     | 3           | 0           | 1               | 0               | -                 | -                 | C3                             | 2                              | 0                              | -         | -         | -         | 6     | 0     |
| 2009-2010             | FC Kaiserslautern (prêt) | 2                     | 31          | 0           | 3               | 0               | -                 | -                 | -                              | -                              | -                              | Cameroun  | 8         | 0         | 42    | 0     |
| 2010-2011             | Stade rennais            | 1                     | 22          | 0           | 1               | 0               | 1                 | 0                 | -                              | -                              | -                              | Cameroun  | 3         | 0         | 27    | 0     |
| 2011-2012             | Stade rennais            | 1                     | 12          | 0           | -               | -               | 1                 | 0                 | C3                             | 4                              | 1                              | Cameroun  | 2         | 0         | 19    | 1     |
| 2011-2012             | AJ Auxerre               | 1                     | 15          | 0           | -               | -               | -                 | -                 | -                              | -                              | -                              | Cameroun  | 5         | 0         | 20    | 0     |
| 2012-2013             | AJ Auxerre               | 2                     | 27          | 0           | -               | -               | 4                 | 1                 | -                              | -                              | -                              | Cameroun  | 1         | 0         | 32    | 1     |
| Total sur la carrière | Total sur la carrière    | Total sur la carrière | 120         | 0           | 5               | 0               | 7                 | 1                 | -                              | 6                              | 1                              | Cameroun  | 19        | 0         | 157   | 2     |

## Palmarès
- Champion d'Allemagne de deuxième division et promotion avec Kaiserslautern en 2010
- Vainqueur de la CAN 2017